# Xã Cass, Quận Richland, Ohio
Xã Cass (tiếng Anh: Cass Township) là một xã thuộc quận Richland, tiểu bang Ohio, Hoa Kỳ. Năm 2010, dân số của xã này là 1.647 người.